# Grand Prix de Denain 2023
64. ročník jednodenního cyklistického závodu Grand Prix de Denain se konal 17. března 2023 ve francouzském městě Denain a okolí. Vítězem se stal Kolumbijec Juan Sebastián Molano z týmu UAE Team Emirates. Na druhém a třetím místě se umístili Nizozemec Tim van Dijke (Team Jumbo–Visma) a Belgičan Timo Kielich (Alpecin–Deceuninck). Závod byl součástí UCI ProSeries 2023 na úrovni 1.Pro.

## Týmy
Závodu se zúčastnilo 9 z 18 UCI WorldTeamů, 7 UCI ProTeamů a 3 UCI Continental týmy. Každý tým přijel se sedmi závodníky kromě týmů Team Jumbo–Visma a Team TotalEnergies s šesti jezdci a Trek–Segafredo s pěti jezdci. 2 závodníci neodstartovali, na start se tak postavilo 127 jezdců. Do cíle v Denain dojelo 87 z nich.
UCI WorldTeamy
- AG2R Citroën Team
- Alpecin–Deceuninck
- Arkéa–Samsic
- Cofidis
- Groupama–FDJ
- Intermarché–Circus–Wanty
- Team Jumbo–Visma
- Trek–Segafredo
- UAE Team Emirates

UCI ProTeamy
- Bingoal WB
- Human Powered Health
- Lotto–Dstny
- Q36.5 Pro Cycling Team
- Team Corratec
- Team Flanders–Baloise
- Team TotalEnergies

UCI Continental týmy
- CIC U Nantes Atlantique
- Go Sport–Roubaix–Lille Métropole
- St. Michel–Mavic–Auber93

## Výsledky
| Pořadí | Jezdec                      | Tým                      | Čas        |
| ------ | --------------------------- | ------------------------ | ---------- |
| 1      | Juan Sebastián Molano (COL) | UAE Team Emirates        | 4h 37' 54" |
| 2      | Tim van Dijke (NED)         | Team Jumbo–Visma         | + 0"       |
| 3      | Timo Kielich (BEL)          | Alpecin–Deceuninck       | + 0"       |
| 4      | Edvald Boasson Hagen (NOR)  | Team TotalEnergies       | + 0"       |
| 5      | Mikkel Bjerg (DEN)          | UAE Team Emirates        | + 5"       |
| 6      | Samuel Watson (GBR)         | Groupama–FDJ             | + 9"       |
| 7      | Milan Menten (BEL)          | Lotto–Dstny              | + 12"      |
| 8      | Taco van der Hoorn (NED)    | Intermarché–Circus–Wanty | + 14"      |
| 9      | Thomas Gachignard (FRA)     | St. Michel–Mavic–Auber93 | + 17"      |
| 10     | Paul Lapeira (FRA)          | AG2R Citroën Team        | + 17"      |